# 1-溴代异戊烷
1-溴代异戊烷（1-Bromoisopentane；isoamyl bromide），又称异戊基溴，学名1-溴-3-甲基丁烷，分子式C5H11Br。

## 性质
- 无色液体。
- 微溶于水：0.02 g/100 mL（16.5°C）
- 与乙醇、乙醚混溶。
- 熔点：−112 °C
- 沸点：120.4 °C
- 相对密度：（{\displaystyle \ d_{4}^{20}}）1.2071
- 折射率：（{\displaystyle \ n_{D}^{20}}）1.4420
- 高浓度时可损害肝脏。

## 制备
由异戊醇与氢溴酸在100～106°C下反应得到。
{\displaystyle \ (CH_{3})_{2}CHCH_{2}CH_{2}OH+HBr\ {\xrightarrow[{5hrs}]{H_{2}SO_{4}}}\ (CH_{3})_{2}CHCH_{2}CH_{2}Br+H_{2}O}

## 用途
用作有机合成、医药和染料中间体。